# Aega monophthalma
Aega monophthalma är en kräftdjursart som beskrevs av Johnston 1834. Aega monophthalma ingår i släktet Aega och familjen Aegidae. Inga underarter finns listade i Catalogue of Life.